# إنجيل الناصريين

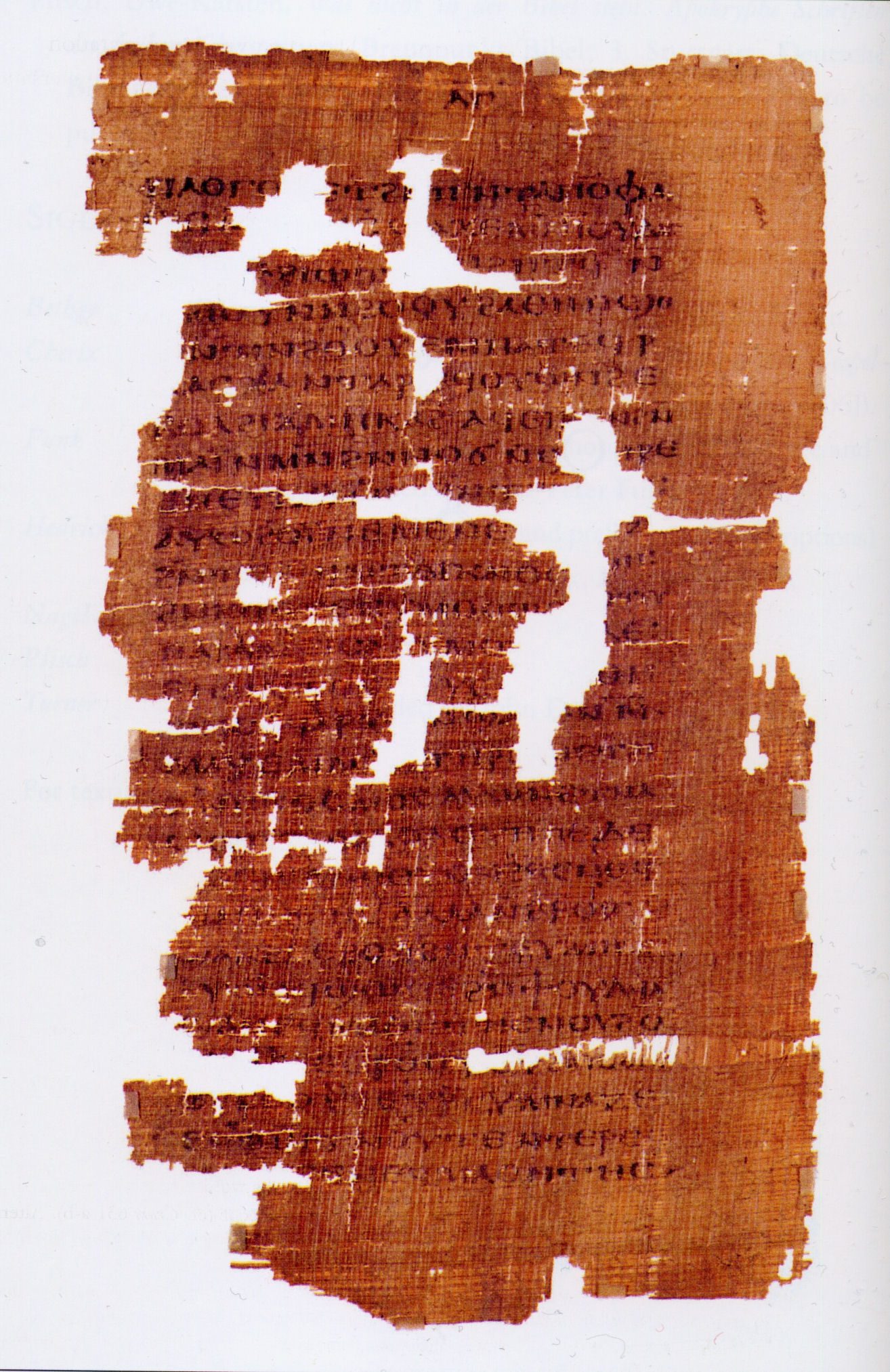

إنجيل الناصريين هو الاسم التقليدي والافتراضي الذي أطلقه بعض العلماء لتمييز بعض الإشارات أو الاستشهادات للأناجيل اليهودية المسيحية غير الكنسية الموجودة في الكتابات الآبائية من الاستشهادات الأخرى التي يعتقد أنها مشتقة من الأناجيل المختلفة.
اقتبس جيروم في كتاباته من إنجيل الناصريين، إضافة إلى اقتباسات أخرى في كتابات ترجع للقرون الوسطى.